# Голоденка
Голоденка — река в России, протекает в Ленинградской области. Река вытекает из озера Голоденское и течёт преимущественно на восток. Устье реки находится в 5,7 км по правому берегу реки Хвоенка. Длина реки составляет 14 км.
Населённых пунктов по берегам реки нет.

## Данные водного реестра
По данным государственного водного реестра России относится к Верхневолжскому бассейновому округу, водохозяйственный участок реки — Молога от истока и до устья, речной подбассейн реки — Реки бассейна Рыбинского водохранилища. Речной бассейн реки — (Верхняя) Волга до Куйбышевского водохранилища (без бассейна Оки).
Код объекта в государственном водном реестре — 08010200112110000006801.